# Марковцев, Николай Владимирович
Николай Владимирович Марковцев (род. 23 мая 1951, село Знаменка, Красноярский край) — российский политический и общественный деятель, депутат Законодательного Собрания Приморского края 3-го созыва, депутат Думы города Владивостока 3-го созыва, 1-й заместитель мэра города Владивостока (1996—2002). Капитан 1-го ранга ФСБ России в отставке. Учредитель газеты «За народ!». Бывший председатель Приморского регионального отделения партии «Яблоко», исключённый из партии решением общего собрания 30 января 2022 года за дискредитацию партии.

## Биография
Родился 23 мая 1951 года в селе Знаменка Боградского района; в апреле 1964 года с родителями переехал в Кемерово. С 1968 года, по окончании средней школы № 80, работал прибористом центральной заводской лаборатории Кемеровского азотнотукового завода.
С ноября 1969 года — на срочной службе на Тихоокеанском флоте. С 1970 года учился в Тихоокеанском высшем военно-морском училище имени С. О. Макарова (Владивосток). Окончив училище по специальности «торпедное вооружение» с квалификацией «военный инженер-электромеханик», с сентября 1975 по декабрь 1979 года служил на атомных подводных лодках Тихоокеанского флота в должности командира минно-торпедной боевой части.
В декабре 1981 года окончил Высшие курсы военной контрразведки КГБ СССР (Новосибирск), после чего служил на оперативной работе в военной контрразведке по Тихоокеанскому флоту КГБ СССР.
В 1989—1995 годы учился в Дальневосточном университете, окончив его юридический факультет. Одновременно (1991—1992) в Приморском институте переподготовки и повышения квалификации кадров для государственной службы (Владивосток) получил квалификацию «менеджер» по специальности «государственное и муниципальное управление». В этот же период (1990—1993) — депутат Приморского краевого совета.
С ноября 1996 года — заместитель мэра Владивостока. 15 февраля 1997 года уволен из органов ФСБ России. С марта 1997 по 9 июня 2002 года — 1-й заместитель мэра Владивостока.
C июня 2002 года — депутат Законодательного Собрания Приморского края 3-го созыва от избирательного округа № 7 Ленинского района Владивостока; заместитель председателя комитета по региональной политике и законности. В 2006 году внёс проект Закона «О внесении изменений в Избирательный кодекс Приморского края», в котором предложил уменьшить размер избирательного фонда кандидата, отменить досрочное голосование, упростить сбор подписей, уменьшить избирательный барьер для партий с 7 % до 5 %, проводить выборы исключительно по открытым партийным спискам.
В июне 2007 года вступил в КПРФ. В августе того же года был исключен из партии «за действия, нанесшие урон ее авторитету»: «лживые публикации» в газете «За народ» с обвинениями партии в формализме и бюрократизме.
В 2007—2012 годы — депутат Думы Владивостока 3-го созыва от партии Справедливая Россия; член комитета по местному самоуправлению, правопорядку и законности. В 2008 году в одном из опросов получил 1-е место среди обсуждавшихся кандидатов на пост главы администрации Владивостока. По данным социологических исследований 2010 года имел уровень доверия 43,5 %.
В 2010 году был исключён из партии Справедливая Россия.
В 2012 году участвовал в выборах депутатов Думы города Владивостока, но был лишён регистрации в качестве кандидата.
В апреле 2013 года возглавил Приморское региональной отделение Всероссийской политической партии «Яблоко», повторно избран в 2015 году.
6 декабря 2016 года конференция регионального отделения отстранила Н. В. Марковцева от работы руководителем отделения. Однако, в том же месяце Бюро партии "Яблоко"  отменило решение региональной конференции назначив перерегистрацию.  Новоизбранного председателя Александра Тимофеева и заместителя председателя приморского регионального отделения Виталия Саленко исключило из партии за фальсификацию документов и предоставление заведомо ложных сведений. По состоянию на апрель 2017 Н. В. Марковцев являлся финансовым уполномоченным приморского регионального отделения партии «Яблоко», а впоследствии был вновь переизбран на должность председателя регионального отделения партии «Яблоко». В 2019 году прекратил исполнять обязанности руководителя Приморского регионального отделения партии "Яблоко", а в начале 2022 года был исключён и из Яблока из-за бездеятельности и дискредитации партии в своей газете "За народ!".

## Политическая деятельность
В 2002 году был избран депутатом Законодательного Собрания Приморского края, работал заместителем председателя комитета по региональной политике и законности, запомнился как самый оппозиционный политик, единственный депутат, который проголосовал против назначения Сергея Дарькина губернатором Приморского края. Им так же были разработаны и внесены поправки в Избирательный кодекс Приморского края. Суть поправок заключалась в уменьшении размера избирательного фонда кандидата, отмены досрочного голосования, упрощения сбора подписей, уменьшении избирательного барьера для партий с 7 % до 5 %, кроме того выборы должны проходить исключительно по открытым партийным спискам. Так же активно защищал права инвалидов в части незаконного взимания с них платы за жилье и коммунальные услуги.
На выборах в Приморский парламент в 2006 году, Николай Марковцев был единственный кандидат, чья регистрация была отменена решением суда. В своей агитационной листовке он использовал плакат «Дойдем до Берлина» без разрешения правообладателя, на котором на каске немецкого солдата вместо свастики был изображен медведь — символ «Единой России».
В 2012 году на очередных выборах в городскую думу территориальная избирательная комиссия Ленинского района Владивостока отказала Николаю Марковцеву в регистрации, поскольку из представленных им 139 подписей избирателей 14 признали недействительными. Марковцев подал в суд, в результате чего добился регистрации, однако позже Приморский краевой суд отменил решение первой инстанции.
Выборы мэра города Владивостока.
Николай Марковцев трижды принимал участия в выборах мэра города Владивостока, в 2004 году он вышел во второй тур, где набрав 9 % проиграл своему коллеге по Законодательному Собранию Владимиру Николаеву.
На выборах 2007 и 2013 годах Марковцев так же изъявил желание побороться за пост мэра, однако в 2007 году Владивостокская городская избирательная комиссия посчитала, что им были неправильно оформлены документы. Предоставленные документы о внесении избирательного залога были признаны недостоверными. А в 2013 году решение о регистрации Марковцева как кандидата на пост мэра было отменено Ленинским районным судом города Владивостока, протокол конференции о его выдвижении кандидатом в мэры по мнению суда был подписан ненадлежащим лицом. (недоступная ссылка)

## Семья
Женат, двое сыновей.

## Интересные факты
- Последний заместитель мэра города Владивостока, который пришел на работу в мэрию с однокомнатной квартирой, с которой и ушел с работы.

## Комментарии
1. ↑  Н. В. Марковцев является учредителем газеты «За народ».